# جکی بل
جکی بل (انگلیسی: Jackie Bell; ۱۷ اکتبر ۱۹۳۹ – ۱۹۹۱ (۵۱−۵۲ سال)) بازیکن فوتبال اهل بریتانیا بود.
از باشگاه‌هایی که در آن بازی کرده‌است می‌توان به باشگاه فوتبال نیوکاسل یونایتد، باشگاه فوتبال نوریچ سیتی، و باشگاه فوتبال کولچستر یونایتد اشاره کرد.